# Côme Saint-Germain
 (décembre 2017).
Si vous disposez d'ouvrages ou d'articles de référence ou si vous connaissez des sites web de qualité traitant du thème abordé ici, merci de compléter l'article en donnant les références utiles à sa vérifiabilité et en les liant à la section « Notes et références ».
Le frère Côme Saint-Germain, C.M., f.c., professeur, directeur d'école, historien et initiateur de mouvements de jeunes québécois. Il a œuvré dans la région de Drummondville et s'est particulièrement intéressé à l'histoire locale en plus d'y enseigner pour les Frères de la Charité.
La bibliothèque municipale de Drummondville a été renommée en son honneur en 1983 et conserva ce nom jusqu'en 2017. Depuis, la bibliothèque s'appelle Bibliothèque publique de  Drummondville.
Frère Côme-Saint-Germain qui s'est dévoué pour l'éducation des jeunes drummondvillois et qui a manifesté un grand intérêt pour l'histoire locale.

## Honneurs
- 1976 - Membre de l'Ordre du Canada